# Noh Do-hee
Noh Do-hee (* 13. Dezember 1995) ist eine südkoreanische Shorttrackerin.

## Werdegang
Noh trat international erstmals im Februar 2011 bei den Juniorenweltmeisterschaften in Courmayeur in Erscheinung. Dort gewann sie über 1000 m und im 1500-m-Superfinale die Silbermedaille. Bei den Juniorenweltmeisterschaften 2013 in Warschau holte sie über 1000 m die Silbermedaille und über 1500 m, im 1500-m-Superfinale, mit der Staffel und im Mehrkampf die Goldmedaille. Im folgenden Jahr gewann sie bei den Juniorenweltmeisterschaften in Erzurum Gold über 1500 m, im 1500-m-Superfinale und im Mehrkampf. Über 1000 m holte sie Bronze. In der Saison 2014/15 lief sie in Shanghai ihre ersten Weltcuprennen, welche sie über 1000 m auf dem 28. Rang und über 1500 m auf dem 18. Platz beendete. Mit der Staffel holte sie dort ihren ersten Weltcupsieg. Im weiteren Saisonverlauf erreichte sie über 1500 m einmal den zweiten und einmal den dritten Platz und errang damit den siebten Platz im Weltcup über 1500 m. Mit der Staffel kam sie in Erzurum auf den zweiten Platz. Bei den Weltmeisterschaften 2015 in Moskau gewann sie mit der Staffel über 3000 m die Goldmedaille. In der Saison 2015/16 holte sie im Weltcup drei Siege mit der Staffel. Zudem siegte sie in Dordrecht über 1000 m und belegte in Nagoya den dritten Platz über 1500 m und in Dresden den zweiten Rang über 1500 m. Bei den Weltmeisterschaften 2016 in Seoul gewann sie die Goldmedaille mit der Staffel. Ihr bestes Resultat in den Einzelrennen war der 12. Platz über 1000 m. Die Saison beendete sie auf dem siebten Platz im Weltcup über 1000 m und auf dem dritten Rang im Weltcup über 1500 m. In der folgenden Saison siegte sie im Weltcup viermal mit der Staffel. Außerdem wurde sie beim Weltcup in Salt Lake City Dritte über 1500 m. Bei der Winter-Universiade 2017 in Almaty kam sie auf den 12. Platz über 1500 m, auf den zehnten Rang über 1000 m und auf den siebten Platz über 500 m. Zudem gewann sie dort die Goldmedaille mit der Staffel. Im Februar 2017 holte sie bei den Winter-Asienspielen in Sapporo die Goldmedaille mit der Staffel.

## Weltcupsiege

### Weltcupsiege im Einzel
| Nr. | Datum            | Ort       | Disziplin |
| --- | ---------------- | --------- | --------- |
| 1.  | 14. Februar 2016 | Dordrecht | 1000 m    |

### Weltcupsiege mit der Staffel
| Nr. | Datum             | Ort              |
| --- | ----------------- | ---------------- |
| 1.  | 14. Dezember 2014 | Shanghai 1       |
| 2.  | 8. November 2015  | Toronto 2        |
| 3.  | 6. Dezember 2015  | Nagoya 2         |
| 4.  | 13. Dezember 2015 | Shanghai 2       |
| 5.  | 6. November 2016  | Calgary 3        |
| 6.  | 13. November 2016 | Salt Lake City 4 |
| 7.  | 10. Dezember 2016 | Shanghai 4       |
| 8.  | 17. Dezember 2016 | Gangneung 4      |

## Persönliche Bestzeiten
- 500 m      43,713 s (aufgestellt am 8. März 2014 in Erzurum)
- 1000 m    1:30,166 min (aufgestellt am 9. März 2014 in Erzurum)
- 1500 m    2:22,954 min (aufgestellt am 13. November 2016 in Salt Lake City)
- 3000 m    5:46,351 min (aufgestellt am 19. Dezember 2014 in Seoul)